# Hypecoum leptocarpum
Hypecoum leptocarpum là một loài thực vật có hoa trong họ Anh túc. Loài này được Hook. f. & Thomson mô tả khoa học đầu tiên năm 1855.